# Black Liberation Army
Die Black Liberation Army (BLA) war eine von 1970 bis 1981 in den USA aktive Untergrundorganisation der Bürgerrechtsbewegung der Afroamerikaner. Sie wird als radikale Splittergruppe der Black Panther Party (BPP) betrachtet und setzte sich personell vorwiegend aus vormaligen Mitgliedern derselben zusammen. Das erklärte Ziel der Black Liberation Army war es nach eigenen Aussagen, den bewaffneten Kampf für die Befreiung und Selbstbestimmung der afroamerikanischen Bevölkerung in den USA aufzunehmen. Die BLA war eine der Organisationen der May 19 Coalition (M19CO) einem Zusammenschluss der Revolutionären Gruppen in den USA, gegründet vom Weather Underground. Auch die Black Guerrilla Family war Verbündete der BLA. 
Die BLA wird unter anderem für eine Reihe von Bombenattentaten, Überfällen und Gefängnisausbrüchen verantwortlich gemacht. Auch diverse Morde gehen auf ihr Konto, darunter an über einem Dutzend Polizeibeamten. Am Überfall der BLA auf einen Geldtransporter war 1981 auch die spätere Hochschullehrerin Kathy Boudin beteiligt.
1972 wurde das BLA-Mitglied Joseph Skerritt mit einem Erntemesser umgebracht. Der anschließende Mordprozess erhob unter anderem Anklage gegen Michael X.

## Bekannte Mitglieder
- Nehanda Abiodun
- Ashanti Alston
- Joseph Bowen
- Jalil Muntaqim
- Assata Shakur

## Rezeption
Der ehemalige stellvertretende Polizeichef Robert Daley schrieb 1973 den Tatsachenroman Target Blue, der auch die Taten der BLA thematisierte. Auf Initiative Chuck Schumers und Eliot Engels wurde das U.S. Post Office Nyack nach den 1981 durch die BLA ermordeten Polizisten und des getöteten Werttransportwächters, Waverly Brown, Edward O’Grady II und Peter Paige benannt.
2016 tötete Micah Xavier Johnson beim Attentat von Dallas fünf Polizisten und verletzte neun weitere Personen. Der Täter sympathisierte im Vorfeld der Tat mit der Black Liberation Army.